# Referèndum sobre la ciutadania de Letònia de 1927
El Referèndum sobre la ciutadania de Letònia de 1927 va tenir lloc el 17 i 18 de desembre de 1927. Es va demanar als votants «si aprovaven la derogació de les modificacions introduïdes en la llei de ciutadania» pel Saeima. D'un total d'1.120.026 votants registrats, solament 242.798 van ser vots vàlids amb una participació del 21,7%, per tant, el referèndum mancava d'un quòrum d'almenys la meitat del total dels votants amb drets de vot. En conseqüència, el projecte de llei no va ser aprovat per un referèndum nacional.